# Galium emeryense
Galium emeryense är en måreväxtart som beskrevs av Lauramay Tinsley Dempster och Friedrich Ehrendorfer. Galium emeryense ingår i släktet måror, och familjen måreväxter.
Artens utbredningsområde är Kalifornien.

## Underarter
Arten delas in i följande underarter:
- G. e. emeryense
- G. e. protoscabriusculum